# 新坡 (臺灣)
新坡，是臺灣桃園市觀音區的一個傳統地域名稱，位於該區東部。相較於今日行政區，其範圍大致包括新坡里、廣福里。

## 歷史
台灣清治末期至日治初期，新坡地區為一街庄，稱為「新坡庄」，隸屬於竹北二堡。該庄北與樹林仔庄、草漯庄、塔仔腳庄為鄰，東與雙溪口庄、大崙庄為鄰，東南邊為崙坪庄，南邊及西南邊為下大堀庄，西邊為坡藔庄、白沙墩庄。
1901年（日治明治三十四年）11月，全台廢縣廳改設二十廳，該庄隸屬於桃仔園廳。1903年（明治三十六年），改名桃園廳。1909年（明治四十二年）10月，合併二十廳為十二廳，該庄隸屬不變。1920年（大正九年），廢十二廳改設五州二廳，該庄改制為「新坡」大字，隸屬於新竹州中壢郡觀音庄，大字下有「張厝」、「青埔子」、「新坡」小字名。
戰後觀音庄改制為觀音鄉，隸屬於新竹縣，大字亦改制為村。1950年桃、竹、苗分治，觀音鄉改隸屬於桃園縣。2014年12月，桃園縣升格為直轄桃園市，觀音鄉改制為觀音區，村亦改制為里。

## 聚落
本地區發展較早的聚落有張厝、新坡、青埔等，在日治期初期的官方地圖上已有記載。此外，本地區尚有上水尾、坡內、山仔頂、蕃仔坡腳等聚落。
新坡新市區及草漯整體開發區距離僅約1.2公里，要將新坡地區都市計畫變更為住宅區較為困難，都市計畫內有8.4公頃工業區，發展率約6成，有擴大發展非污染工業區的機會。

## 交通
市道112號（中山路二段）是觀音至大溪崎頂的道路，大致以西北—東南走向經過新坡地區西南部邊界地帶。由該道路向西北可前往坡寮、觀音、潭尾並止於省道台15線路口，向東南可前往中壢、八德、大溪崎頂並止於省道台3線路口。
區道桃35線（新生路、文中路）是草漯海邊至新坡的道路，其南側端點位於本地區西南部邊界地帶新坡聚落的中山路二段（原市道112號）路口。由此向北北東轉北可前往草漯聚落，轉東北與省道台15線共線一小段路後，再轉西北可前往草漯海邊。
區道桃37線（文林路）是崁頭至新坡的道路，其東南側端點位於新坡聚落的區道桃35線路口。由此向西北蜿蜒而行，出邊界後可前往樹林子地區的崁頭子並止於區道桃32線路口。
區道桃40線（廣大路）是廣福至南港的道路，其西南側端點位於本地區中部的區道桃35線路口。由此向東北出境後可前往灣潭仔、南港並止於省道台15線路口。
區道桃35-1線（福山路、福山路二段）是草漯至崙坪的道路，大致以北北西—南南東走向蜿蜒經過本地區東部。由此道路向北北西可前往草漯並止於區道桃35線路口，向南南東可前往崙坪地區東南部邊界地帶的的忠愛莊並止於市道112號路口。
區道桃83線（大福路）是山子頂至富源的道路，其東北側端點位於本地區東南部山子頂聚落的區道桃35-1線路口。由此向西南出境後可前往頂大同西北側，轉向西北與市道112號共線一段路後，再轉向西南可前往下草湖、苦練腳、富源並止於市道114號路口。

## 學校
- 觀音高中（含國中部）
- 新坡國小